# Gminy w kantonie Uri
Gminy kantonu Uri – kanton Uri w Szwajcarii składa się z 19 gmin (Politische Gemeinde).

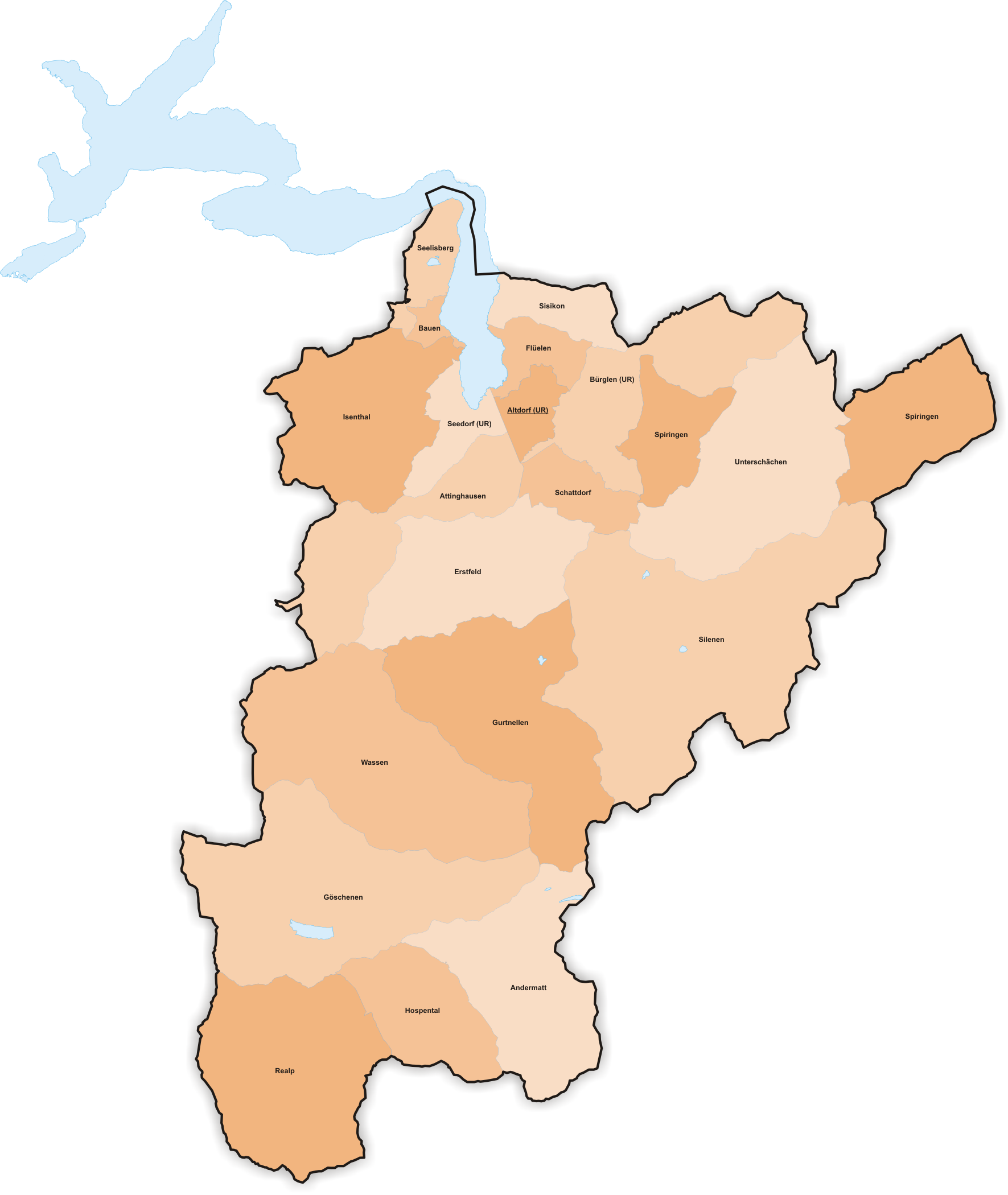
Podział gmin w kantonie Uri

| Herb          | Nazwa         | Ludność | Powierzchnia (km²) | Gęstość zaludnienia |
| ------------- | ------------- | ------- | ------------------ | ------------------- |
| Altdorf       | Altdorf       | 8981    | 10,21              | 880                 |
| Andermatt     | Andermatt     | 1320    | 62,26              | 21                  |
| Attinghausen  | Attinghausen  | 1591    | 46,89              | 34                  |
| Bürglen       | Bürglen       | 3917    | 53,01              | 74                  |
| Erstfeld      | Erstfeld      | 3778    | 59,12              | 64                  |
| Flüelen       | Flüelen       | 1988    | 12,42              | 160                 |
| Göschenen     | Göschenen     | 434     | 104,16             | 4                   |
| Gurtnellen    | Gurtnellen    | 583     | 83,35              | 7                   |
| Hospental     | Hospental     | 216     | 34,97              | 6                   |
| Isenthal      | Isenthal      | 529     | 60,99              | 9                   |
| Realp         | Realp         | 133     | 78,31              | 2                   |
| Schattdorf    | Schattdorf    | 5009    | 16,31              | 307                 |
| Seedorf       | Seedorf       | 1806    | 15,47              | 117                 |
| Seelisberg    | Seelisberg    | 684     | 13,34              | 51                  |
| Silenen       | Silenen       | 2162    | 144,77             | 15                  |
| Sisikon       | Sisikon       | 394     | 16,33              | 24                  |
| Spiringen     | Spiringen     | 846     | 64,73              | 13                  |
| Unterschächen | Unterschächen | 699     | 80,33              | 9                   |
| Wassen        | Wassen        | 453     | 97                 | 5                   |